# Antonin Rouzier

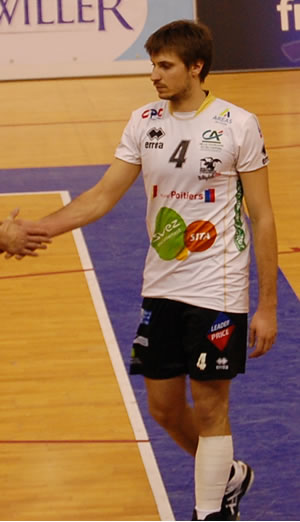
Antonin Rouzier zawodnikiem Stade Poitevin w sezonie 2009/2010

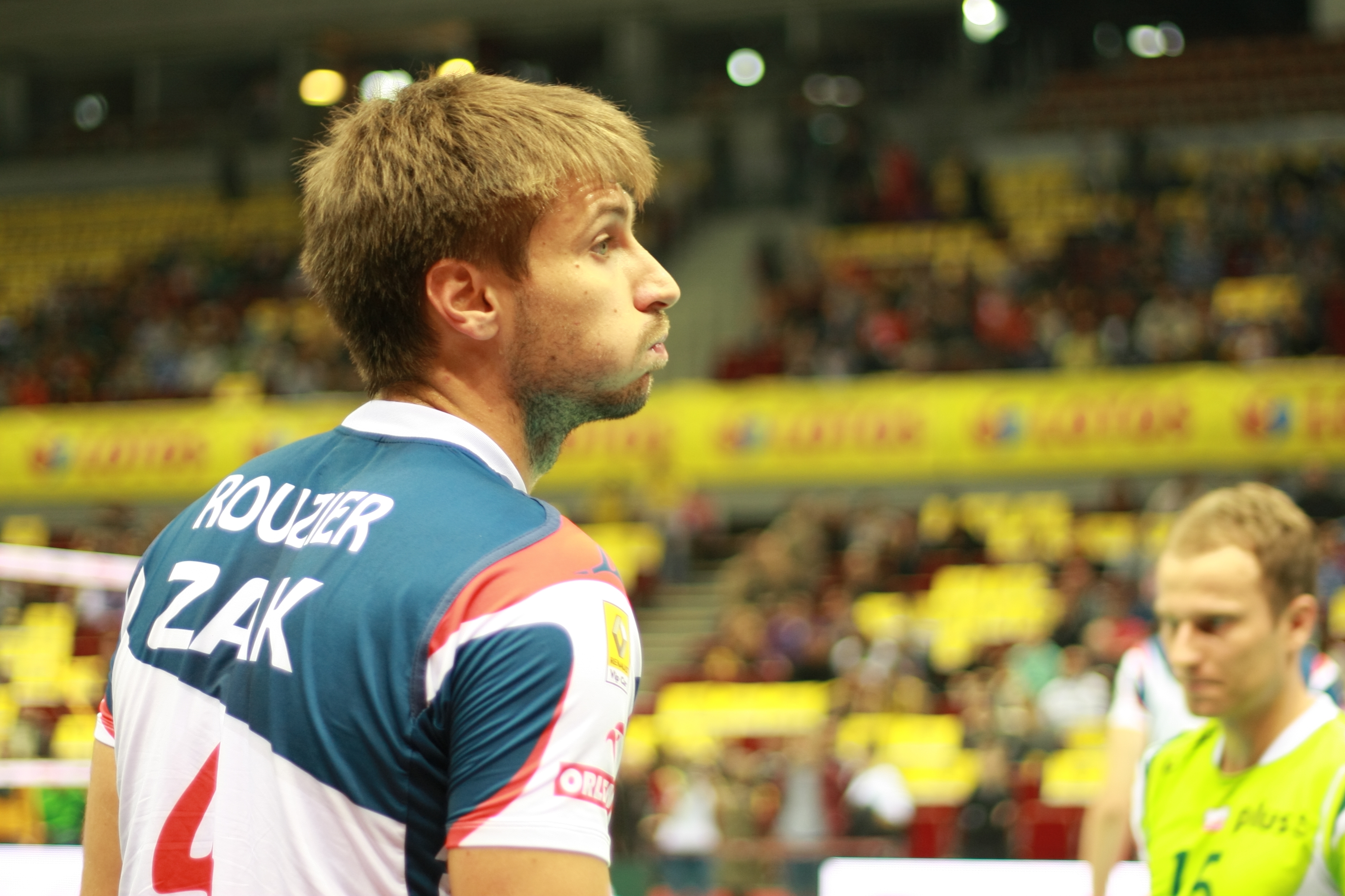
Antonin Rouzier zawodnikiem ZAKSY Kędzierzyn-Koźle w sezonie 2012/2013

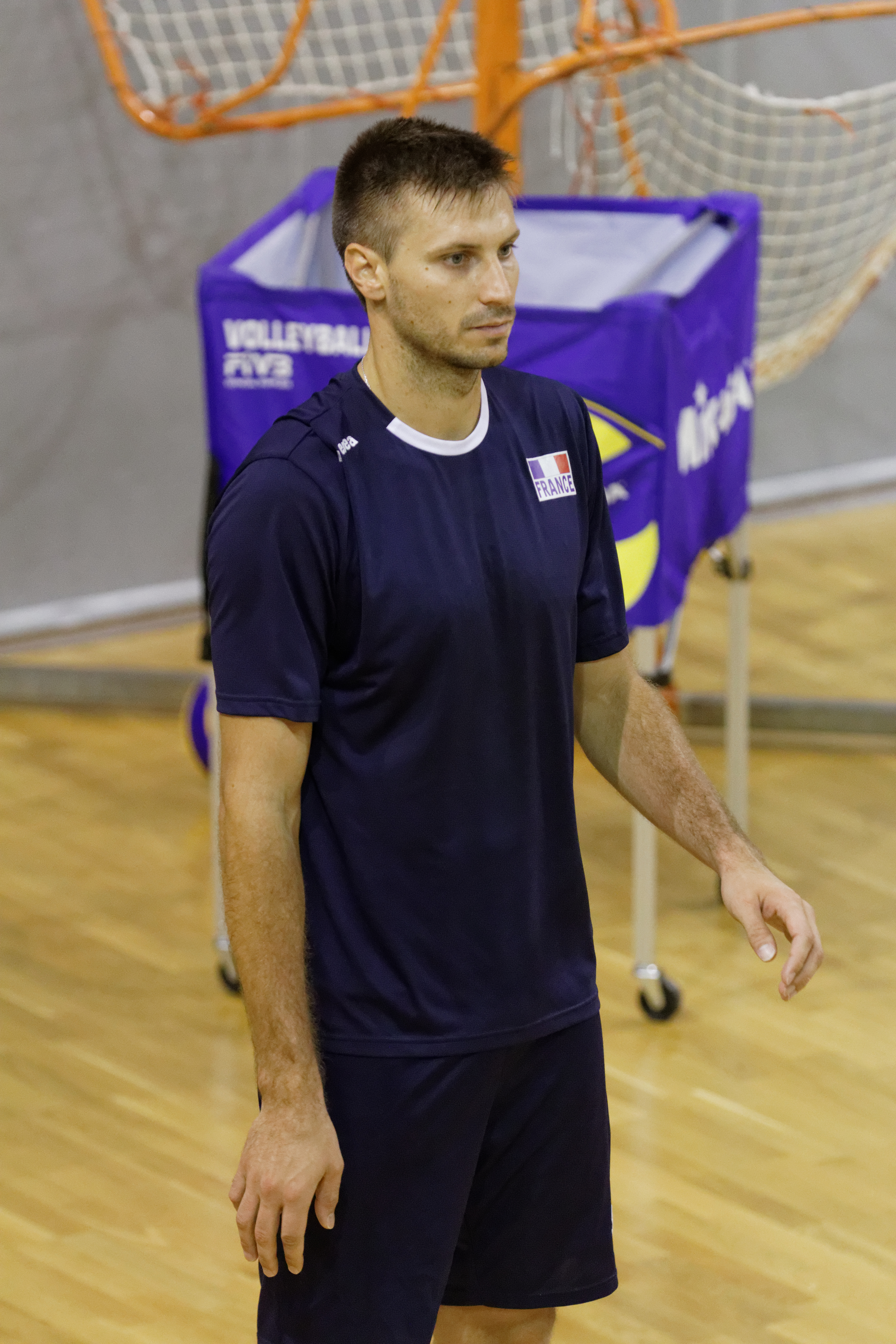
Antonin Rouzier reprezentantem Francji podczas treningu przed Mistrzostwami Świata 2014

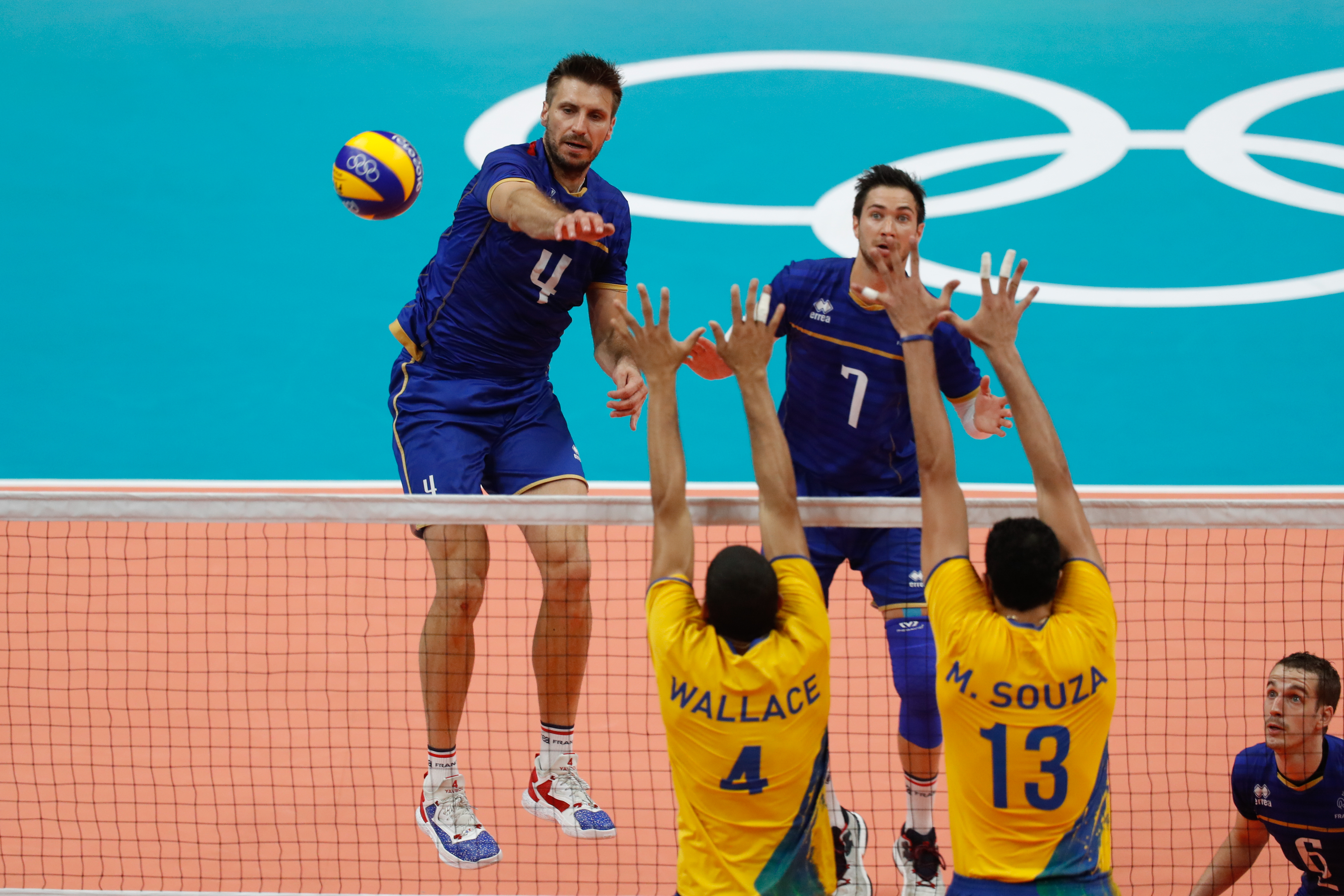
Antonin Rouzier reprezentantem Francji na Igrzyskach Olimpijskich 2016 podczas z prawego skrzydła

Antonin Rouzier (ur. 18 sierpnia 1986 w Saint-Martin-d’Hères) – francuski siatkarz, reprezentant Francji, grający na pozycji atakującego.
18 lutego 2023 postanowił zakończyć siatkarską karierę, gdy w meczu ligowym Ligue A 2022/2023 zerwał dwa więzadła w kostce.

## Przebieg kariery
| Lata                      | Klub                          |
| ------------------------- | ----------------------------- |
| 2004–2005                 | Spacer's de Toulouse          |
| 2005–2006                 | Beauvais Oise UC              |
| 2006–2007                 | Asnières Volley 92            |
| 2007–2008                 | Montpellier UC                |
| 2008–2009                 | Knack Randstad Roeselare      |
| 2009–2011                 | Stade Poitevin                |
| 2011–2013                 | ZAKSA Kędzierzyn-Koźle        |
| 2013–2014                 | Bre Banca Lannutti Cuneo      |
| 2014–2015                 | Ziraat Bankası Ankara         |
| 2015–2016                 | Arkas Spor Izmir              |
| 2016–2017                 | Büyükşehir Belediyesi Stambuł |
| 2017–2018                 | Jenisiej Krasnojarsk          |
| 2018–2020                 | Toray Arrows                  |
| 2020 (do 12.2020)         | Ar-Rajjan SC                  |
| 2020–2021 (od 15.12.2020) | Paris Volley                  |
| 2021 (od 05.04.2021)      | Al Jazira SC                  |
| 2021–2023 (do 18.02.2023) | Plessis Robinson VB           |

## Sukcesy klubowe
Liga belgijska:
- 2009

Liga francuska:
- 2011

Liga polska:
- 2013
- 2012

Puchar Polski:
- 2013

Liga turecka:
- 2015, 2016

Liga japońska:
- 2019

Puchar Emira:
- 2021

## Sukcesy reprezentacyjne
Mistrzostwa Europy:
- 2015
- 2009

Liga Światowa:
- 2015
- 2016

Memoriał Huberta Jerzego Wagnera:
- 2015

## Nagrody i wyróżnienia
- 2009: Najlepszy punktujący Mistrzostw Europy
- 2011: Najlepszy atakujący Ligue A w sezonie 2010/2011
- 2012: Najlepszy punktujący sezonu zasadniczego PlusLigi w sezonie 2011/2012
- 2013: Najlepszy atakujący turnieju finałowego Ligi Mistrzów
- 2015: MVP Mistrzostw Europy
- 2016: Najlepszy atakujący Światowego Turnieju Kwalifikacyjnego
- 2016: Najlepszy atakujący turnieju finałowego Ligi Światowej